# Érice
Érice (em italiano: Erice) é uma comuna italiana da região da Sicília, província de Trapani, com cerca de 25 251 habitantes. Estende-se por uma área de 47 km², tendo uma densidade populacional de 537 hab/km². Faz fronteira com Buseto Palizzolo, Paceco, Trapani, Valderice.
Pertence à rede das Aldeias mais bonitas de Itália.

## Topo da montanha
A cidade de Érice propriamente dita fica no topo do monte Érix, 750 m acima do nível do mar e que dá origem ao seu nome. A montanha é isolada em uma grande planície (lembrando levemente um ovo em pé em uma mesa), o que faz com que a cidade possua vistas espetaculares de Trápani, Marsala e do mar ao seu redor .
A cidade é um refúgio de verão para a população ao nível do mar. Em grande parte de suas ruas, muitas de pedras, não cabem os carros mais modernos.
A cidade é conhecida por suas igrejas e mosteiros, incluindo restos do que pode ter sido um castelo fenício.
Na cidade podem ainda ser encontrados dois castelos: do castelo do Pepoli, da época dos sarracenos, e o castelo de Vênus, da época dos normandos.

## Centro de pesquisa
Em Érice fica o Fundação e Centro Ettore Majorana para Cultura Científica, que ocupa vários prédios que antes pertenciam a Igreja Católica (antigas igrejas e monastérios)  O instituto é basicamente um local dedicado de encontros científicos e escolas de física e outros assuntos, atraindo pesquisadores e estudantes de todo mundo.

## Demografia
| Variação demográfica do município entre 1861 e 2011                               |
|                                                                                   |
| Fonte: Istituto Nazionale di Statistica (ISTAT) - Elaboração gráfica da Wikipedia |